# Blue Ridge Manor
Blue Ridge Manor – miasto w Stanach Zjednoczonych, w stanie Kentucky, w hrabstwie Jefferson.